# 秀逗泰山
《秀逗泰山》，港譯《抵死泰山》（意義即「叢林之王小泰」。）是日本漫畫家德弘正也的漫畫作品。曾於集英社《週刊少年Jump》連載（1988年～1990年），1990年更名為「新ジャングルの王者ターちゃん♡」，1995年連載完畢，單行本共27卷。
在連載後期被電視動畫化，於1993年10月4日起在東京電視台播出，共50集。1996年於香港無綫電視翡翠台深夜時段播出。由於主角泰仔的配音員陳欣生動搞笑的聲演，令此作成為他廣為人知的代表作品，更令日後粵語版DVD-Video推出，成為香港少數足本收錄電視台配音版的動畫作品。

## 角色介紹

### 泰山家
泰山/（港）泰仔/（台）阿達
配音：岸谷五朗（日本）；陳欣、盧素娟（幼年）（香港）；魏伯勤（中視）／于正昌（中都卡通台）（台灣）
本作主角，出生時被父母拋棄在非洲的叢林，由猴子撫養長大。多年前認識抵達非洲出外景拍攝的時任模特兒阿珍，兩者結婚後透過耕獵和擔任觀光客饗導維生。酒品差，只要喝醉酒便會狂暴化，容易暈機暈車。有時很好色，因此常常被阿珍修理，實際上心地非常善良，熱愛並守護著非洲的動物。由於從小在大自然生長的緣故，擁有過人的力氣、體力與感官能力（但在都市地區感官會變得遲鈍），同時能夠聆聽動物語言和感受動物的靈魂。不習慣穿著整套衣服，總是用塊布簡單包圍著腰。招式流派稱作「泰山流格鬥術」。
漫畫劇情中期透過泰山家成員和森林警備隊協助補辦婚禮。12神將篇透露泰山和阿珍未來將育有6男6女，兩人於被改變未來後的2045年，被世人視為保護非洲的重要人物並豎立紀念雕像。
阿珍
配音：楢橋美紀（日本）；黃鳳英（香港）；朱憶華（中視）／馮美麗（中都卡通台）（台灣）
泰山的妻子。體態矮胖，過去是個窈窕美麗的名模。17歲時來到非洲出外景拍攝，因而邂逅了泰山，自此留在非洲與泰山生活，同時也因為泰山長期包辦所有事務導致體型變胖。性格開朗但庸散強勢，平時經常使喚泰山負責粗重的工作，其實對泰山非常關心，也是最了解泰山的人。漫畫版中曾因為服用梁師父的未婚妻蓮苞贈送的減肥藥而一度瘦回原來的美貌，但後來在軍神篇受重傷痊癒後復胖回來。漫畫中期考量泰山應對盜獵者的人手，出資組建森林警備隊，保護動物和觀光客。
漫畫最終話結局和泰山育有長子太郎（12神將篇透露兩人未來育有6男6女，50年後夫妻倆被世人視為保護非洲的貢獻人物）。動畫版在故事尾聲正式與泰山舉辦結婚典禮。
阿吉（エテ吉）
配音：山口勝平（日本）；陳永信、馮錦堂（代配第33集）（香港）
與泰山要好的猴子，當年就是由牠發現並收養被遺棄的泰山。
果利（ゴリさん）
配音：石井康嗣（日本）；黃子敬（香港）
與泰山要好的大猩猩，就是由牠訓練泰山的身手，是泰山的教練。
野口海倫
配音：三石琴乃（日本）；黃麗芳（香港）；丘梅君（中視）／陶敏嫻（中都卡通台）（台灣）
對泰山頗有好感的女性，面容姣好，經常和阿珍處於針鋒相對的狀態，不過後來轉向喜歡培多羅。討厭昆蟲。高中時期認識泰山，於高中畢業後進入父親任教的麻省理工學院電子工業系就讀，為了私人研究抵達非洲再訪泰山家。
漫畫版後期先後移情阿納貝貝（破產後主動向海倫提出分手）和李功，最終話結局透露和白華拳代理師父智光結婚，育有7名子女。
阿納貝貝（アナベベ）
配音：石井康嗣（日本）；黎偉明（香港）；符爽（中視）／官志宏（中都卡通台）（台灣）
非洲當地黑人，曾是與泰山實力不相上下的頂尖格鬥家。漫畫版在鬪魂篇總決賽代替失去參賽資格的泰山應賽贏得冠軍和1000萬美金的獎金，利用獎金投資致富；動畫版則是後來因為挖到鑽石礦脈而意外致富。當上富豪後轉型為搞笑角色且不參與戰鬥（但後來還是有在拉斯維加斯的格鬥賽蒙面登場過，化名為「等一下鯉魚先生」），其言行鬧了不少笑話，但是非常講義氣。動畫版始終為單身漢，而漫畫版則有老婆。
漫畫後期一度因投資失利破產，但在漫畫最終話結局裡成功拓展事業而再度致富。
培多羅・賈西麥亞（ペドロ・カズマイヤー）
配音：檜山修之（日本）；李錦綸（香港）；李香生（中視）／陳幼文（中都卡通台）（台灣）
日裔法籍空手道高手，因慕名泰山的名聲，專程來到非洲請求泰山收他做弟子，後來成為泰山家裡的一份子。
個性正直，忠於泰山，為野口海倫後來的單戀對象。漫畫後期和森林警備隊員杜洛絲確認戀情關係，最終話結局和杜洛絲結婚，育有一子。
梁師父
配音：梁田清之（日本）；林保全（香港）；孫中台（中視）／陳進益（中都卡通台）（台灣）
原為中國白華拳的拳法師傅，綁束的中長髮與臉上的斜向傷疤為其特徵。情鍾於白華拳掌門人蓮苞，甚至論及婚嫁。經歷黑龍拳事件後，為了增強自己的實力以及能與蓮苞結婚（白華拳同門間不能通婚），離開中國並改投泰山流格鬥派，加入了泰山一行人。擅長將氣功與拳法結合作為攻擊招式。漫畫故事中期返回中國和蓮苞結婚，兩人婚後育有一子空總。漫畫最終話結局裡和蓮苞邀請泰山等人參加空總的誕生宴會。
智光
漫畫後期登場，白華拳代理師父。受歸國的梁師父委託，前往非洲支援泰山等人。個性好色，但在關鍵時會變得可靠，擅長氣功、調藥和料理。漫畫最終話結局和野口海倫結婚，育有7名子女。
太郎·泰山
僅於漫畫後期登場，泰山和阿珍的長子。12神將篇透露未來50年後成為世界知名動物學家。
月子·泰山
僅於漫畫後期短暫登場，泰山和阿珍的長女。12神將篇透露未來50年後服務於非洲義診醫師服務隊。
燕荳·泰山
僅於漫畫後期登場，來自50年後的未來人，泰山和阿珍未來所生的6男6女裡的末女，20歲。有著哈佛大學學歷的地球防衛軍特務部隊指揮官。為阻止外魔瑠派教團對地球侵略，運用未來科技抵達泰山等人所在的年代，向泰山等人求援。後來為改變動物遭人類趕盡殺絕的未來，發願留在泰山等人的年代幫助眾人模擬對策。

### 非洲登場角色
爹波利西
僅於漫畫原著登場，阿納貝貝的父親兼烏波波族族長，在漫畫第225話因病逝世。
茲貝塔
僅於漫畫原著登場，阿納貝貝的妻子，喜愛兩棲類和爬蟲類動物。經常對阿納貝貝展現強勢態度，其實很關切對方。
桑卡
僅於漫畫原著登場，年僅7歲的杜康族村落巫師，泰山的友人。對於來自外地的義診醫生抵達部落，感到自己的地位受威脅而求助泰山。後被盜獵者利用其心態，取用義診醫生的毛髮施咒，察覺自己的巫術將對泰山不利之際，及時因為泰山對協助治療的義診醫生提問駐診非洲的理由，阻止了盜獵者試圖暗殺泰山的計劃。
義診醫生
駐留桑卡所在村落的義診醫生，平常用假髮遮掩自己的禿頭。先前因為禿頭被前女友提分手，轉而離開都市的醫院抵達桑卡的村落義診，結果反而被桑卡當成威脅地位的存在。事後成為泰山等人的朋友。
杜洛絲
聲：筱原惠美
阿珍親自募款組建，負責驅趕盜獵者兼維護動物和遊客安全的森林警備隊107區隊長。個性正直善良，喜愛動物，擅用獵槍。因為得知泰山和阿珍結婚7年尚未舉行結婚典禮，遂提議泰山家成員和森林警備隊協助兩者補辦婚禮（動畫版最終話婚禮為泰山家和其餘角色協辦）。漫畫版後來和培多羅相戀，兩人於漫畫最終結局結婚並育有一子。動畫版最終話則作為客串角色支援泰山等人。
中村政彥
僅於漫畫原著登場，森林警備隊的107區隊後進成員。原本是知名財閥「五井商社」的資深員工，因為主管的過失被迫承擔責任而遭解職，偕同妻子移居非洲，偶然見及阿珍招募森林警備隊員的廣告，以此契機對過往見及大型企業污染環境的事蹟反思，加入森林警備隊。雖然不擅戰鬥，但精於商業技巧和談判，亦因此為森林警備隊員省下30℅物資添購成本而獲得阿珍的好評。後收養母親死於盜獵者手裡的白犀牛遺孤「小白」。
中村的妻子
僅於漫畫原著登場，中村的妻子，典型的家庭主婦。丈夫被「五井商社」解職後，偕同丈夫移居非洲，親手為任職森林警備隊的丈夫設計防具。
權田原為藏 / 伊麗莎白特
僅於漫畫原著登場，森林警備隊的107區隊後進成員，跨性別者。變性前原本是名男性刑警，但在執行任務期間不慎開槍誤殺一名男孩，從此對持槍產生陰影而辭職至變裝酒店工作，後來為動變性和整形手術耗盡錢財，抵達非洲散心期間認識泰山等人，為償還泰山等人的導遊費被引薦加入森林警備隊。經由泰山等人的幫助克服使槍恐懼症。
刑警時期曾單戀同僚，初抵非洲生活期間對泰山產生好感，後移情至桑卡居住村落的義診醫生。
尼魯遜
僅於漫畫原著登場，森林警備隊的其中一名隊長，單戀杜洛絲。在沙漠發現並解救遇險的杜洛絲後，向她提出求婚的請求，最後因為曾協助培多羅尋找杜洛絲的鸚鵡複誦培多羅給她的話語，使得培多羅鼓起勇氣向杜洛絲表白心意。
盜獵聯盟領導者
本名不詳，盜獵組織的首領，多度派遣殺手除掉泰山，但以失敗告終。
俞琳
盜獵聯盟領導者聘雇的中國籍女性殺手，為中國科學院培養的超能力者，擁有看見生物便能讀取其心思的超能力。後來抵達非洲幫助盜獵聯盟追殺泰山期間，因為阿珍給泰山閱讀黃色書刊的頁面，導致俞琳見及泰山腦裡的黃色畫面被氣暈，最終連同其他盜獵者被泰山制服。
賈斯科·尼克森
盜獵聯盟領導者聘雇對泰山設陷阱的好萊塢演員。扮成父親遭重石壓中的女高中生假裝向泰山求援不成，反被泰山嫌長相太醜而遭踢飛。
「紅蠍」芭美拉
盜獵聯盟領導者聘雇的沙漠之國女性殺手。起初被盜獵聯盟領導者誆騙，誤信泰山不分是非追殺獵人的謊言而受聘追殺泰山，後來發現盜獵聯盟獵殺非洲豹的行徑，轉而協助解決試圖偷襲泰山的盜獵者。
珍妮佛
僅於漫畫原著登場，紅十字會派來非洲駐診的女醫生。因為陽瑪村屢遭別的部族襲擊搶劫，轉而向泰山求助。
安娜
漫畫第262話初登場，專門安排觀光旅行車行程的女性觀光導覽。3年前至非洲旅行期間，因為深受擔任導覽的泰山影響，希望學習其導覽方式。為了招攬生意利用改裝露營車攬客，卻意外激起泰山等人的危機意識，同時感受今昔觀光客對旅行的要求不同。為感謝泰山3年前的啟示，將旅客給她的小費放在泰山家以示敬意；泰山則為添購交通工具將該筆錢拿去購買靈車。
漫畫264話因為在知名旅行社工作期間感到有所不足，選擇辭職轉任泰山家的導覽。
西武吉
非洲國家「桑比亞」的環境部長，為表揚泰山守護非洲叢林的功勞，代表國王造訪泰山家致意。表面宣揚環保的理念，實則藉著維持環境平衡為由，掩護盜獵者獵取象牙盜售並從中牟利。被泰山等人發現真相和教訓一頓後，最終被泰山等人和蘿拉舉發罪行，交由軍隊逮捕歸案。
蘿拉·萊恩
女性動物學家。受環境部指派，協助泰山維護國家公園動物生態和提供建議方針。因為擔心食量大的象群對處於旱季的地區造成生態威脅，主張和指揮國家公園警備隊獵殺象群，反而被西武吉利用此策略盜取象牙。最終因為泰山等人的勸阻和說明象群生態，發現自己被西武吉利用的事實，轉而作為關鍵證人向軍隊舉發西武吉的罪行，亦因為非洲開始降雨而停止獵象的措施。
哈里
和西武吉共謀的盜獵者首領。

### 鬪魂公開賽篇角色
馬哈拉·波波
「尤凱魯帝國」第38代國王。還未繼承王位前曾聘請泰山擔任饗導，後繼承父位成為國家元首，寄送首屆自由格鬥公開賽邀請函給泰山等人。得知國防部長馬哈拉里的非法科學實驗後，求助泰山等人，最終因為見及總決賽阿納貝貝和卡西歐的表現，體認身為領導者應當自強的意義。
阿布杜拉
負責接待泰山等人前往「尤凱魯帝國」參加自由格鬥公開賽的使者。
馬哈拉里
「尤凱魯帝國」國防部長，一手策畫科學戰士非法改造實驗的主使者。事蹟敗露後因為強迫身體無法再負荷的卡西歐應戰，被泰山出手教訓，最終因為計畫失敗被迫離職。
亞克·祖魯、卡諾·布斯、普羅奇翁、卡西歐
馬哈拉里策劃利用動物的身體組織和激素，極限強化改造人體的四名科學國防戰士，經由馬哈拉里安排前往參加自由格鬥公開賽。
卡諾·布斯為右眼移植魚眼的改造人，在初賽階段被泰山直擊右眼敗北。
普羅奇翁擊敗和泰山等人同行的泰國拳擊手那拔卡特·王丹，後對陣遭馬哈拉里指派手下暗算導致左手和右腳骨折的泰山，誤觸泰山的私密處而遭其單手劈擊頸椎敗北。
亞克·祖魯於複賽對陣泰山期間，被獅子靈魂附體的泰山擊敗。
卡西歐則在對陣培多羅的期間將其重傷，後於準決賽階段對陣泰山期間，由於身體不堪負荷導致肩肌腱裂開，導致泰山無法忍受馬哈拉里強迫其作戰的舉動，教訓後者失去參賽資格。最終傷癒後體認自己追求的是身為戰士的尊嚴，於總決賽期間以不強化身體的真實姿態對陣化名「熱布拉」的阿納貝貝敗北。
巴克斯
有著「瘋狂猛牛」稱號的美國摔角手，偕同泰山等人搭乘班機前往尤凱魯帝國參加自由格鬥公開賽，於初賽階段敗北。後來在泰山和阿納貝貝先後對陣卡西歐期間，現身觀賽打氣。最終偕同泰山等人搭乘阿納貝貝的私人飛機返國期間，透露馬哈拉里被解職的消息。
拉里·史考特
前馬歇爾聯盟無限重量級冠軍，偕同泰山等人搭乘班機前往尤凱魯帝國參加自由格鬥公開賽，在機場準備教訓對民眾找麻煩的彼得，被泰山提前制止。初賽階段敗北後，在泰山和阿納貝貝先後對陣卡西歐期間，現身觀賽打氣。最終偕同泰山等人搭乘阿納貝貝的私人飛機返國。
那拔卡特·王丹
泰國籍世界拳擊聯盟重量級冠軍，偕同泰山等人搭乘班機前往尤凱魯帝國參加自由格鬥公開賽，對陣科學國防戰士普羅奇翁，遭其重傷敗北。最終偕同泰山等人搭乘阿納貝貝的私人飛機返國。
彼得
古巴籍職業拳擊手，尤凱魯帝國舉辦的自由格鬥公開賽參賽者之一。在機場對偶然向他看一眼的民眾找麻煩時，被泰山出言制止，最後在連續出拳未擊中泰山的情況，被一拳直擊腹部敗北。

### 中國登場角色
阿趙/小趙/趙
配音：山口勝平（日本）；陸惠玲（香港）
12歲的白華拳拳士，為了徵求能夠擊退黑龍拳派的高手，遠渡重洋請求泰山一行人協助白華拳作戰，以此契機和泰山等人成為戰友。擅長使用氣功作為攻擊與治療手段。漫畫原著於黑龍拳事件4年後（16歲），升格為白華拳師傅，協助泰山等人對抗外魔瑠派教團。
梁師範(阿梁)/（台）梁師父
配音：梁田清之（日本）；林保全（香港）；孫中台（中視）／陳進益（中都卡通台）（台灣）
參照#泰山家
蓮苞
配音：深見梨加（日本）；沈小蘭（香港）
白華拳的現任掌門人暨西派盟主，和梁師父論及婚嫁。兩位兄長皆死於黑龍拳的暗殺而臨危受命接任為掌門。擅長讀心術與心靈溝通。為了徵求能夠擊退黑龍拳派的高手，指派阿趙向泰山等人求助。漫畫中期因為西派長老同意婚事，親赴非洲將梁師父接回中國結婚，臨走前將特製的減肥藥贈與阿珍。兩人婚後育有一子空總。
空總
漫畫後期登場，梁師父和蓮苞的兒子。個性早慧，遺傳父母的氣功天賦，為12神將篇泰山等人保護的關鍵人物。
智光
參照#泰山家
胡文老師
配音：上田敏也（日本）；黃子敬（香港）
青掛拳主將，善用醉拳。
魯
配音：松尾貴史（日本）；馮錦堂（香港）
青掛拳弟子，因需要錢治療病重在床的孩子而接受黑龍拳的賄賂，在比武時企圖槍殺泰山未果，而被王翬企圖滅口擊傷，後接受胡文老師和李功治療。
化勁
配音：中博史（日本）；霍波→馮錦堂（香港）
黑龍拳先鋒，擅長吸取敵人氣功的絕招。
龍炎
配音：立木文彦（日本）；招世亮（香港）
黑龍拳次鋒，擅長龍炎拳。
李功/（港）季功
配音：飛田展男（日本）；蘇強文（香港）
黑龍拳中堅，天生就有非常強勁的氣。在錦標賽敗給泰山，後來脫離王翬回歸正途，立誓要彌補黑龍拳犯下的過錯（動畫版則立誓用與生俱來的能力救助人群），以此契機和阿趙及泰山等人化敵為友。漫畫原著於黑龍拳事件4年後（18歲），升格為黑龍拳總帥，協助泰山等人對抗外魔瑠派教團。
劉寶
配音：梅津秀行（日本）；郭志權（香港）
黑龍拳次將，李功之兄，速度極快，曾與泰山打的難分難解。偕同王翬參與奪取西派盟主地位的陰謀，事蹟敗露後兩者遭監禁懲罰。
王翬/（港）王羽
配音：秋元羊介（日本）；盧國權（香港）
黑龍拳主將，曾敗給梁師範，為取得西派盟主地位而設計一連串陰謀並暗殺白華拳選手，擅長以念力控制強大的氣功攻擊對手。在錦標賽中還曾一度試圖要利用出招失誤暗殺蓮苞，最後被泰山打敗、所作的陰謀也同時被揭穿，最後受監禁的處罰。

### 香港登場角色
薩姆漢
漫畫原著登場，嘉禾電影公司董事長的兒子。幼時受武打影星李小龍和成龍的影響開始習武，四處修行挑戰其他格鬥家。後來抵達非洲挑戰泰山，被培多羅擊敗轉而決定拜泰山為師，但被培多羅和阿珍看出鮮少吃苦的特質，最終經由管家的懇求返回香港接掌家業。
喬紅
漫畫原著登場，香港知名影星，薩姆漢的未婚妻。

### 美國登場角色
藍道（レンドル）
常駐紐約市，透過買賣華盛頓公約禁止捕捉的動物牟利的非法貿易商。多度指派殺手追殺泰山，但多以失敗告終。
蘿絲（ロス）
出身紐約市的女性殺手。被藍道聘雇前往非洲追殺泰山，但總是因為各種意外狀況以失敗告終，之後為了在非洲維持生活收入，陸續從事各類雜工（例如掏金、送報等）。泰山家僅有培多羅察覺出其殺手身份。
馬斯陸漢都·傑伊
擅長摺紙，能夠徒手將金屬製品折成其他道具的殺手。被藍道聘僱前往非洲追殺泰山，結果見及泰山戰鬥的實況後，自行放棄追殺任務，改摺千羽鶴祝泰山早日康復。
庫克·羅賓
擅使十字弓作戰的年長殺手。被藍道聘雇前往非洲追殺泰山，結果因為過度消耗力氣和體力不足，被泰山及時逃脫導致任務失敗。
克魯茲·羅埃培
擅用人偶或人型塑像設置陷阱的殺手。被藍道聘雇前往非洲追殺泰山，利用仿造阿珍外型的蠟人型設置炸彈陷阱，結果僅讓泰山身受輕傷。事後阿納貝貝將該蠟人型當成茲貝塔的生日蛋糕臘燭，自己則被藍道委託製作寫真女星的蠟人像。
麗莎·可根（リサ・コーガン）
配音：高山南（日本）；梁少霞（香港）
「MAX篇」登場角色，著名格鬥世家可根家族的末女，偕同兩名兄長於家族企業的飯店格鬥擂台擔任常駐格鬥家。因為偶然見到的照片，認為泰山是他們失散多年的大哥、請求泰山等人來到美國與父親相認；後來證實泰山與可根家族毫無血緣關係，但對於泰山等人肯出手協助他們家族不勝感激。事件落幕後，任職漢平鐵人大飯店幹部。
麥克·可根（マイケル・コーガン）
配音：林延年（日本）；馮錦堂、袁淑珍（幼年）（香港）
「MAX篇」登場角色，可根家族的長子。因其外貌與實力，有一群擁戴者崇拜他。偕同泰山等人於格鬥賽對抗麥斯會組織期間重傷後，為確保泰山保持鬥志，請求阿珍暫時隱匿他康復的實情。事件落幕後，任職漢平鐵人大飯店社長。
馬特·可根（マット・コーガン）
配音：小野健一（日本）；何國星、林元春（幼年）（香港）
「MAX篇」登場角色，可根家族的次子。麥斯會組織事件落幕後，任職漢平鐵人大飯店幹部。
亞歷山大·可根（アレクサンド・コーガン）
配音：中村秀利（日本）；林國雄（香港）
「MAX篇」登場角色，可根家族的一家之主，曾是阿拉伯某國的騎兵隊長，因為與王妃私通而被監禁，其私生子也被遺棄至非洲。後來以過人武力突出三千士兵的重圍逃獄到美國。之後在拉斯維加斯掌管飯店與職業格鬥事業，但因其作風而招致了子女對他的不滿。「MAX篇」尾聲為泰山申請美國公民證，試圖挽留泰山定居美國繼承事業，但被後者婉拒。
羅德·梭多姆（ロド・ソドム）
配音：中村大樹（日本）；蘇強文、謝潔貞（幼年）（香港）
「MAX篇」登場角色，尼德的雙胞胎哥哥，兩兄弟是地下格鬥組織麥斯會利用亞歷山大的基因進行人工生殖的人類。幼年與尼德接受殘酷的格鬥訓練，因弟弟的死造成陰霾。在格鬥場上不得不和被改造的弟弟干戈相向，對可根家族有恨意。後來由於泰山出面調解，在格鬥大賽後與可根家族怨恨冰釋，任職漢平鐵人大飯店副社長。
尼德·梭多姆（ニド・ソドム）
配音：中村大樹（日本）；陳卓智、梁少霞（幼年）（香港）
「MAX篇」登場角色，羅德的雙胞胎弟弟，幼年與羅德接受殘酷的格鬥訓練，卻在某次在生死格鬥上對上哥哥、結果不幸死去，遺體被改造強化，失去了過去相關記憶；在劇中曾以「阿波羅黃金假面」這個身分參加可根家族在拉斯維加斯舉辦的格鬥大賽。對陣自己的哥哥，後來記憶恢復，對組織倒戈，與哥哥相認後含笑而逝。動畫版在過身後被泰山與可根家族葬在樹下。
Q先生
配音：中嶋聰彥（日本）；黃子敬（香港）
「MAX篇」登場角色，地下格鬥組織麥斯會負責管理及進行強化人改造的負責人，劇中曾透露進行改造手術後的強化人在定期注射細胞固定劑的情況只能存活半年。
R先生
配音：秋元羊介（日本）；盧國權（香港）

### 吸血鬼篇
西瑪・瑪魯遜/（台）西瑪．馬魯梭
配音：緒方惠美（日本）；盧素娟（香港）
吸血鬼王國二公主，為尋求解救國家的武士而來到非洲，但在不知情的情況遭伊度加利用。事件落幕後被褫奪公主頭銜，協助姊姊蕾雅重建吸血鬼王國。
亞朗・捷彭
配音：江原正士（日本）；蘇強文（香港）
吸血鬼王國貴族後代，西瑪未婚夫。後來死於遭賽伯拉斯改造身體的國王手下。
阿魯哥
配音：伊藤栄次（日本）；林國雄（香港）
亞郎家的忠實管家
加勒馬遜 /(台)卡拉瑪索夫
配音：広中雅志（日本）；梁偉德（香港）
薔薇塔的第一號格鬥家
莉亞/(台)蕾雅・瑪魯遜
配音：上村典子（日本）；林丹鳳（香港）
吸血鬼王國長公主，薔薇塔第二號格鬥家，擅長使劍。因塞伯拉斯的計謀，短暫和妹妹西瑪刀劍相向，後來幫助泰山等人找出國王失控的真相。
馬力/(台)曼尼
配音：藤原啓治（日本）；陳卓智、蔡惠萍（幼年）（香港）
薔薇塔第三號格鬥家
西魯奧/(台)塞魯吉歐
配音：山口勝平（日本）；何國星（香港）
薔薇塔第四號格鬥家
西姆拉西/(台)薩姆蘭薩克
配音：高木渉（日本）；林國雄（香港）
薔薇塔第五號格鬥家
登國王/(台)丹恩國王
配音：佐藤正治（日本）；盧國權（香港）
吸血鬼王國領導人，擁有驚人的力量和武技，後變成塞伯拉斯控制的傀儡。被泰山打敗後因控制器毀壞而回復理智，最後為了保護泰山一行人而被賽伯拉斯攻擊致死。
伊度加/(台)艾多卡
配音：飛田展男（日本）；鄺樹培（香港）
塞伯拉斯的部下，為尋求吸血鬼強大的力量而入侵吸血鬼王國，企圖以吸血鬼的力量稱霸世界。
弗拉托
配音：伊藤栄次（日本）；源家祥（香港）
達馬拉
配音：中博史（日本）；馮錦堂（香港）
找泰山挑戰的選手，後來因輸給亞朗而被亞朗吸取血液而變成吸血鬼、最後因無法補充吸血鬼病毒，被太陽照射而亡。

### 複製人篇
愛麗莎.米洛
配音：荒木香恵（日本）；陸惠玲（香港）
CIA探員，為深入了解塞伯拉斯的目標泰山而來到非洲，同時請求泰山等人協助調查地下格鬥組織MAX。事件落幕後向CIA報告事件始末，告別泰山等人。
鐵面人
配音：広中雅志（日本）；招世亮（香港）
鐵面人為地下格鬥組織MAX，取得泰山的毛髮及細胞後所製作出的複製人，目的是要在MAX主辦的格鬥大賽中毀滅泰山家族。起初他與泰山一樣擁有純真善良的心靈，但是在受到比茲不當管教之下性格逐漸扭曲。最後輸給泰山，漫畫版最終被CIA交給實驗室；動畫版則受CIA遣送回美國治療變成正常人。
比茲/(台)貝茲
配音：水原リン→上村典子（日本）；蔡惠萍（香港）
塞伯拉斯所長，行事心狠手辣。與MAX聯手為了打敗泰山，不惜徹底利用自己培育的鐵面人。
羅莎莉/(台)羅莎琳
配音：田野惠（日本）；袁淑珍（香港）
女格鬥士，是塞伯拉斯製造出來的半獅人(小腦換成母獅的)，也是鐵面人心儀的對象。被泰山打敗後被比茲利用為控制鐵面人的棋子，之後被改造成行屍走肉的人偶。動畫版在最後被救活，與鐵面人一起會美國治療回復成正常人。

### 軍神篇
安尼·儂特
130歲的考古學家。32歲時於北非殖民地擔任駱駝騎兵隊中尉，執勤期間於傑拉谷發現古文明遺跡，以此契機開始投入考古界研究非洲古代史。70歲調查肯亞遺跡途中發生墜機事故，意外發現古文明路特王國遺跡，同時因為飲用遺跡水源而得以延長壽命。
因為在泰山家的菜園偷摘菜而認識前者等人，後偕同助理瑪莉複訪路特王國遺跡期間遭後者背叛，導致阿佩德瑪斯被喚醒，為阻止阿佩德瑪斯的侵略行為遂請求泰山等人協助，在引導泰山等人尋找路特王國五戰士期間給予不少幫助。
瑪莉
儂特的調查助理，偕同前者調查路特王國遺跡期間，為獲得阿佩德瑪斯的掌控權而復活對方。後來被阿佩德瑪斯利用尋找阿格尼的遺體安置處，最終被阿佩德瑪斯視為失去利用價值而遭殺害。
路特王國國王
5000年前古文明路特王國的時任國王，因為擔憂阿佩德瑪斯功高震主，為削減後者的影響力和兵權，以回歸自然為由主張放下文明科技，設局導致阿佩德瑪斯和旗下的戰士（巴魯坎特、梅洛耶、那拔）內鬨，將自己視為背叛者的五人（阿佩德瑪斯、阿格尼、瓦由、梅洛耶、那拔）安置在保存液和特製的遺跡石棺，結果因為選擇讓國家回歸自然的政策，導致國家失去軍事能力而被滅國，成為阿佩德瑪斯復活後向倖存的背叛者戰士復仇的導火線。
「軍神」阿佩德瑪斯
古文明路特王國的軍隊領導者，為人衝動富野心且不擇手段，擁有預知對手行動和吸收指定對象生命的能力。原本盡忠於王國且和梅洛耶五人組交好，但因為其戰鬥實力和握有軍權被國王忌諱，加著不滿國王回歸自然放下文明科技的政策，偕同阿格尼和瓦由發動叛變，遭巴魯坎特、梅洛耶、那拔制伏封入放置保存液的特製石棺。後來在儂特和助理瑪莉探索路特王國遺跡期間，被後者復活，為了找出其他的戰士和征服世界展開侵略行動，殺害那拔和背叛自己的瓦由，最終被接收前來應援的所有動物生命能量的泰山擊敗。
事後和儂特說明5000年前國家叛變事件的始末，自身則被泰山放過安置在沙漠中。
「火神」阿格尼
古文明路特王國的特異功能五名戰士之一，阿佩德瑪斯的支持者，擁有操控火焰的能力。過去在某次戰鬥中身受重傷，經由外星種族圓頭人的高科技技術治療和改造，成為改造人。復活後協助阿佩德瑪斯對抗泰山等人，結果被泰山以關節技勒住頸動脈窒息死亡。
「風神」瓦由
古文明路特王國的五名特異功能戰士之一，梅洛耶的弟弟兼阿佩德瑪斯的支持者，擁有操控風暴和治癒復活他人的能力。復活後協助阿佩德瑪斯對抗泰山等人，一度被泰山懇求運用治癒能力復活那拔，但由於阿佩德瑪斯當場燒毀那拔的遺體，令其無法違命。後由於得知地球生態遭嚴重破壞和見及阿佩德瑪斯濫殺動物獵食的行為，意識人類採取阿佩德瑪斯主張的後果，轉而倒戈協助泰山等人，最終為了和阿佩德瑪斯同歸於盡引來巨雷，結果遭對方趁機吸收生命而死。
「獸人」巴魯坎特
古文明路特王國的五名特異功能戰士之一，梅洛耶的丈夫，擁有自己變成野獸戰鬥和指揮動物的能力。生前因為梅洛耶無心的話語，開始憎惡擁有自己的獸化型態，後來奉國王的命令討伐發動軍變的阿佩德瑪斯，為了在不讓兒子達希姆看見獸化型態的情況保護後者，結果在沒有發動獸化能力的情況遭阿佩德瑪斯殺害。
「智將」梅洛耶
古文明路特王國的五名特異功能戰士之一，亦是唯一的女性成員，巴魯坎特的妻子兼瓦由的姊姊，擅長提供戰略，擁有操控風的能力。因為支持國王的命令而背叛阿佩德瑪斯，參與制伏阿佩德瑪斯的任務，對於自己間接造成巴魯坎特的死亡感到自責。復活後協助泰山等人對抗阿佩德瑪斯，試圖解決瓦由時被泰山制止，一度將泰山認為是自己的兒子達希姆，同時對於地球遭嚴重破壞的狀態感到震驚。
阿佩德瑪斯戰敗後，試圖殺害對方為巴魯坎特、瓦由、那拔復仇，但經由儂特說明得知5000年前國王利用5人內鬨的實情而停手，最終偕同泰山等人離去，此後下落不明。
「森林劍聖」那拔
古文明路特王國的五名特異功能戰士之一，擅長使劍，擁有預知對手行動的能力。巴魯坎特和梅洛耶的友人。被阿佩德瑪斯稱為「路特王國的最強劍客」。因為支持國王的命令而背叛阿佩德瑪斯，參與制伏阿佩德瑪斯的任務，將其擊敗並封印於石棺之中。復活後隱居叢林中，因為長時間脫離保存液導致身體老化，透過儂特得知阿佩德瑪斯復活的消息，轉而協助泰山等人作戰，最終在對抗阿佩德瑪斯的時候，遭後者持劍劈成兩半而亡。
露娜
那拔的孫女，和祖父同樣擅長使劍。初登場時在森林木橋短暫和泰山等人交手，經過祖父說明緣由後，轉而協助泰山等人作戰。
達希姆
巴魯坎特和梅洛耶的兒子。
圓頭人
僅於劇中岩壁畫登場和提及，將文明技術傳授給路特王國的外星族群。

### 外魔瑠派教團12神將篇
塔歐
外魔瑠派教團的教祖，展開昆蟲人研究和發明時光隧道的關鍵人物，來自未來世界的未來人。因為於所處時間軸見及愛犬道格被未來缺乏糧食的人類吃掉，加著見及人類破壞環境造成生態危機的自私面，為了毀滅地球創辦外魔瑠派教團和策劃戰爭。後為阻止梁師父和蓮苞的兒子空總在未來成為外魔瑠派教團的威脅，利用科技帶領12神將抵達泰山等人所處的年代，同時向泰山等人揭示未來的危機（動物集體滅絕、環境汙染、泰山為保護動物遭人類殺害等），最終由於泰山等人立誓改變和影響未來，成功了改變動物們將於2045年集體滅絕的未來。
宮毘羅
12神將之一，經由未來科技改造的蒼蠅人，唾液有腐蝕人體的作用。為了阻止梁師父和蓮苞的兒子空總在未來成為外魔瑠派教團的威脅，利用科技抵達泰山等人所處的年代。偶遇阿趙和李功而展開對決，重創迎戰的阿趙但亦被破壞護甲。後來被趕來支援阿趙和李功的梁師父發動攻擊，遭對方切裂全身而死，還導致梁師父被噴出的酸液傷及左眼。
真達羅
12神將之一，經由未來科技改造的蝗蟲人。為了阻止梁師父和蓮苞的兒子空總在未來成為外魔瑠派教團的威脅，利用科技抵達泰山等人所處的年代。後接替被梁師父殺死的宮毘羅與之對決，結果被泰山和梁師父聯手圍攻殺死。
招杜羅
12神將之一。
伐折羅
12神將之一，經由未來科技改造的獨角仙人。為了阻止梁師父和蓮苞的兒子空總在未來成為外魔瑠派教團的威脅，利用科技抵達泰山等人所處的年代。宮毘羅和真達羅陣亡後，先是被泰山徒手扭斷護甲頭部和獨角，爾後被泰山利用甲蟲僅能直行的生理缺陷擊敗。
末儞羅
12神將之一，經由未來科技改造的蜘蛛人。為了阻止梁師父和蓮苞的兒子空總在未來成為外魔瑠派教團的威脅，利用科技抵達泰山等人所處的年代。曾利用自身的絲線牽制培多羅和重創李功，在空總覺醒救治李功和梁師父後，被獲得動物靈魂支援和吃樹果強化的泰山擊敗，最終被塔歐處決。

### 其他角色
修克魯特皮草公司老闆
法國的皮草公司老闆，和盜獵聯盟為商業合作關係。
契斯哥·布寧
漫畫第115話登場，曾獲得88年全球重量級冠軍的前蘇聯業餘拳擊手，弱點是看見穿著暴露的女性會噴鼻血。曾對泰山發出挑戰帖，對陣培多羅期間佔上風，但後來被泰山的拳頭震懾敗北。
湯姆斯
漫畫第201話登場，英國牛津大學畢業的橄欖球球員。非洲旅遊期間聘雇泰山和阿珍擔任導覽，因為對瘦身後的阿珍產生好感，遂建議和泰山舉行橄欖球賽，最後敗給泰山。
馬克拉克蘭
廣告製作人，帶領工作團隊遠赴非洲，以高額報酬邀請泰山拍攝咖啡廣告，最終因為宣傳部人員芭都莉西亞任意拋棄煙蒂釀成草原火災，導致阿珍憤而解除雙方的合約
奧莉維亞·紐頓強
知名女歌星，因為收到追求者的匿名恐嚇信，偕同兒子前往非洲期間請泰山擔任臨時保鑣。後由於兒子誤拾追求者製造的炸彈，導致泰山為保護阿珍和母子倆將三者帶進河裡，結果意外讓追求者看見奧莉維亞素顏的模樣而放棄糾纏。事後奧莉維亞趁著離去前給了泰山一筆豐厚報酬（遮羞費）。
燕理光
前空手道家之子，為了尋找父親而遠赴非洲，被泰山家暫時收留和教導事物，對泰山產生崇拜之情。燕理光接獲母親病故的消息後，其父親因為見及有關泰山和燕理光的報導，抵達非洲迎接燕理光和說明自己在德國開餐廳的實情，最終父子倆告別泰山並移居德國。
霍布路
漫畫第273話和274話初登場，昆蟲學家，為了個人研究聘請海倫擔任短期助理，抵達非洲進行研究。後來因為試圖對海倫性騷擾時被阿珍發現，結果被經由阿珍轉述獲知此事的泰山徒手弄彎諾貝爾獎獎牌當場昏厥。後期在泰山等人對抗外魔瑠派教團期間，運用知識幫助泰山等人。
法蘭克
漫畫第274話登場，海倫的前任男友。任職麻省理工學院助教期間參加山岳協會，以此契機開始登山和夢想登上聖母峰，但在認識海倫與之交往後變得害怕爬山，被後者以「失去夢想的男人沒有魅力」為由提出分手。得悉此事的泰山志願為幫助其圓願展開登山特訓，結果反讓法蘭克的陰囊變得過度鬆垮而以失敗告終。

## 動畫

### 主題曲
片頭曲
- （ハートのかたち）（B∀G）
- 『mama I Love You』（B∀G）

片尾曲
- 『VIRGIN LAND』（アン・ルイス）
- 『MISTY HEARTBREAK』 （access）
- 『JINGLE JUNGLE DANCE』（アン・ルイス）

### 製作人員
- 原作：德弘正也
- 監督：難波日登志
- 企劃：大野實（讀賣廣告社）、櫻井尚（アミューズ）
- 系列構成：鳥海尽三
- 角色設計：工藤裕加、西野理恵
- 美術設定：金村勝義
- 美術監督：稲葉靖之、古賀徹
- 攝影監督：長谷川洋一、吉田光伸
- 編集：古川雅士
- 音樂：山田直毅、鈴木豪
- 音樂監督：明田川進
- 音樂製作：松崎澄夫
- 音樂協力：TV東京Music
- 製作：岩田圭介、藤波俊彦→今井修二、兼坂勝利
- アニメーションプロデューサー：川人憲治郎

### 各集標題
| 集数 | 標題（日文原文）                                          | 標題（TVB）                 |
| ---- | --------------------------------------------------------- | --------------------------- |
| 01   | ジャングルの王者だの巻（第1話と2話は1時間スペシャル）     | 森林之王泰仔的故事          |
| 02   | ジャングル流相撲の巻                                      | 森林派相撲手                |
| 03   | 超能力ターちゃんの巻                                      | 有超能力的泰仔              |
| 04   | ムササビ飛行術の巻                                        | 鼯鼠飛行術                  |
| 05   | ペドロ入門の巻                                            | 比特盧拜師學藝              |
| 06   | ダイヤモンドは誰の物の巻                                  | 鑽石是誰呢                  |
| 07   | 黒龍拳の野望の巻                                          | 黑龍拳的野心                |
| 08   | 恐るべき西派拳の巻                                        | 驚人的西派拳                |
| 09   | 非道! 黒龍拳の罠の巻                                      | 黑龍拳的陷阱                |
| 10   | 西派拳の悲しき掟の巻                                      | 西派拳的法則                |
| 11   | 命を賭けた決戦の巻                                        | 用性命作賭注的決戰          |
| 12   | 猛襲! 黒龍拳の巻                                          | 黑龍拳超強的攻擊            |
| 13   | ジャングルパワー爆発の巻                                  | 泰仔森林力量爆發            |
| 14   | 戦いの果てにの巻                                          | 戰鬥的結果                  |
| 15   | 帰ってきたターちゃん一家（ファミリー）の巻                | 泰仔回家 Family篇           |
| 16   | 美しき殺し屋の巻                                          | 這個殺手靚爆鏡              |
| 17   | ヂェーンの恋人? の巻                                      | 阿珍的舊情人                |
| 18   | やって来た女（ひと）の巻（第18話と19話は1時間スペシャル） | 找上門的女人                |
| 19   | 謎のコーガンファミリーの巻                                | 神秘的高根家庭              |
| 20   | 感動の? ご対面の巻                                        | 感動的第一次見面            |
| 21   | 予選トーナメント開始の巻                                  | 錦標賽初賽開始喇            |
| 22   | 仕組まれた対戦!? の巻                                     | 有計劃的戰鬥                |
| 23   | 格闘家の誇りに賭けての巻                                  | 以格鬥家的榮譽來賭博        |
| 24   | アポロニア仮面の秘密の巻                                  | 阿波羅亞蒙面人的秘密        |
| 25   | 立ち直れ! マイケル!! の巻                                 | 再次站起來的米高            |
| 26   | 殺人機械（マシン）ニドの巻                                | 殺人機械力度                |
| 27   | ターちゃんパワーダウン!? の巻                             | 泰仔的力量下降中            |
| 28   | マイケル決死の戦い! の巻                                  | 米高拚命的戰鬥              |
| 29   | 激闘! ターちゃん VS ニドの巻                              | 激烈的戰鬥 泰仔對力度       |
| 30   | 最後の戦い! 決勝戦の巻                                    | 最後的戰鬥 不是你死就是我亡 |
| 31   | 美しき挑戦者の巻                                          | 美麗的挑戰者                |
| 32   | 恐怖のヴァンパイアの巻                                    | 恐怖的吸血殭屍              |
| 33   | 悲劇のヴァンパイア戦士の巻                                | 吸血戰士慘情的悲劇          |
| 34   | 謎の組織ケルベロスの巻                                    | 神秘的蔡伯拉斯組織          |
| 35   | 強敵! バラの拳士マニの巻                                  | 強敵玫瑰騎士馬力            |
| 36   | ターちゃん一家（ファミリー）絶体絶命!の巻                 | 泰仔全家被判死刑            |
| 37   | ダン国王の正体!?の巻                                      | 登國王重見天日              |
| 38   | 最強のヴァンパイアの巻                                    | 最強的吸血殭屍              |
| 39   | 勇者復活!! の巻                                           | 勇者復活喇                  |
| 40   | 究極のバトル!!の巻                                        | 非常戰爭                    |
| 41   | 強敵の予感の巻                                            | 強敵再次出現                |
| 42   | 悪魔のクローン人間の巻                                    | 惡魔人造人                  |
| 43   | 勝ち抜け!トーナメント!!の巻                               | 勝利出線 不過對手很難應付   |
| 44   | 卑劣なケルベロスの巻                                      | 蔡伯拉斯很卑鄙很無恥        |
| 45   | 梁師範対クローンの巻                                      | 粱師範對人造人              |
| 46   | ターちゃん悩む? の巻                                      | 泰仔的煩惱                  |
| 47   | アイアンマスクの涙の巻                                    | 鐵面人的眼淚                |
| 48   | クローン対ターちゃんの巻                                  | 人造人對泰仔                |
| 49   | 決着の時の巻                                              | 決勝負                      |
| 50   | ターちゃん一家（ファミリー）大集合!! の巻                 | 泰仔家族大集合              |

## 漫畫
作者為徳弘正也、集英社發行。
- 『ジャングルの王者ターちゃん♡』〈ジャンプ・コミックス デラックス〉
  1. 「ジャングルの王者だの巻」1988年10月15日初版發行、ISBN 9784088582313
  2. 「ヂェーンのダイエットの巻」1989年6月15日初版發行、ISBN 9784088582320
  3. 「ターちゃん危機一髪の巻」1990年1月15日初版發行、ISBN 9784088582337
  4. 「金もうけヂェーンの巻」1990年4月15日初版發行、ISBN 9784088582344
  5. 「ジャングル郵便の巻」1990年6月15日初版發行、ISBN 9784088582351
  6. 「ジャングルトイレの巻」1990年8月15日初版發行、ISBN 9784088582368
  7. 「ペドロのお礼の巻」1991年1月15日初版發行、ISBN 9784088582375
- 『新ジャングルの王者ターちゃん♡』〈ジャンプ・コミックス〉
  1. 「ジャングルの勇者の巻」1991年2月15日初版發行、ISBN 9784088715919
  2. 「闘魂 オープントーナメントの巻」1991年4月15日初版發行、ISBN 9784088715926
  3. 「非道な黒龍圏拳の巻」1991年6月15日初版發行、ISBN 9784088715933
  4. 「やってきた女（ひと）の巻」1991年9月15日初版發行、ISBN 9784088715940
  5. 「覆面の下…の巻」1991年12月8日初版發行、ISBN 9784088715957
  6. 「改造人間上陸!! の巻」1992年2月15日初版發行、ISBN 9784088715964
  7. 「美しき挑戦者の巻」1992年4月15日初版發行、ISBN 9784088715971
  8. 「ケルベロスの陰謀の巻」1992年7月8日初版發行、ISBN 9784088715988
  9. 「さらばシーマ…の巻」1992年10月7日初版發行、ISBN 9784088715995
  10. 「梁師範対クローンの巻」1992年12月7日初版發行、ISBN 9784088716008
  11. 「クローン対ターちゃんの巻」1993年3月9日初版發行、ISBN 9784088717111
  12. 「ヂェーンがやせた!! の巻」1993年6月9日初版發行、ISBN 9784088717128
  13. 「ジャングルは今日も平和だ!! の巻」199年10月9日初版發行、ISBN 9784088717135
  14. 「ターちゃんと戦いたいの巻」1994年1月16日初版發行、ISBN 9784088717142
  15. 「復活した軍神の巻」1994年3月9日初版發行、ISBN 9784088717159
  16. 「五戦士の巻」1994年6月8日初版發行、ISBN 9784088717166
  17. 「動物パワーだの巻」1994年9月7日初版發行、ISBN 9784088717173
  18. 「森の聖人ゴリラの巻」1994年12月7日初版發行、ISBN 9784088717180
  19. 「人間達のルールの巻」1995年3月8日初版發行、ISBN 9784088717197
  20. 「未来は変わるの巻」1995年7月9日初版發行、ISBN 9784088717203

## 電玩遊戲
- ジャングルの王者ターちゃん（GAMEBOY、1994年7月29日、BANDAI）
- ジャングルの王者ターちゃん 世界漫遊大格闘の巻（超級任天堂、1994年9月18日、BANDAI）

## 外部連結
- グループ・タック 公式サイト （页面存档备份，存于）（日語）

| 東京電視台 星期四19:00～18:30 | 東京電視台 星期四19:00～18:30            | 東京電視台 星期四19:00～18:30 |
| ----------------------------- | ---------------------------------------- | ----------------------------- |
|                               | 秀逗泰山 （1993年10月4日—1994年9月29日） |                               |
| カリメロ （第二部）           | 幸運超人                                 |                               |

| → 香港 翡翠台 星期日 00:05－01:00         | → 香港 翡翠台 星期日 00:05－01:00                                    | → 香港 翡翠台 星期日 00:05－01:00       |
| ----------------------------------------- | -------------------------------------------------------------------- | --------------------------------------- |
|                                           | 抵死泰山 （1997年1月19日－7月27日）                                  |                                         |
| 幽遊白書 （1995年10月8日－1997年1月12日） | 魔法獵人 （00:15－01:10）（星期一） （1997年10月13日－1998年1月5日） |                                         |
| 翡翠台 星期日、一 01:50－02:15            |                                                                      |                                         |
| 新增動畫時段                              | 抵死泰山 重播 （1997年11月2日－1998年4月20日）                       | 魔法獵人 重播 （1998年4月26日－6月7日） |